# Acylcoffin
Acylcoffin je lék působící proti bolesti a teplotě. Je volně prodejný v lékárně ve formě tablet. Obsahuje kyselinu acetylsalicylovou (analgetikum a antipyretikum) a kofein, který zrychluje nástup účinku kyseliny acetylsalicylové a zvyšuje ho.[zdroj?] Acylcoffin se používá při bolestech různého původu a různé intenzity.

## Mechanismus účinku
Kyselina acetylsalicylová inhibuje cyklooxygenázu 2 a tím snižuje produkci prostaglandinů (látky působící bolest a zvýšení teploty), kofein zrychluje a potencuje její účinek.

## Dávkování
Dospělí užívají 1-2 tablety Acylcoffinu najednou, lze opakovat po cca 4-6 hodinách, max však 9 tablet denně (maximální denní dávka ASA je 4 g). Dětem do 14 let by se Acylcoffin (a ASA všeobecně) neměl vůbec podávat (riziko rozvoje Reyova syndromu). V těhotenství se může užívat v průběhu 1. a 2. trimestru krátkodobě, ve 3. trimestru by se podávat neměl (riziko předčasného uzávěru ductus arteriosus, prodloužení doby těhotenství a riziko zvýšeného krvácení při porodu). Při užívání Acylcoffinu by se neměly požívat alkoholické nápoje.

## Nežádoucí účinky
Acylcoffin může dráždit žaludek (snižuje tvorbu prostaglandinů, které mají na žaludeční sliznici ochranný efekt), proto by se měl užívat po jídle. Dále se může objevit nevolnost, zvracení a zvýšení krvácivosti.

## Interakce
ASA může ovlivňovat účinek jiných současně podaných léků. Zvyšuje účinek antikoagulancií (léky proti srážení krve), perorálních antidiabetik (léky užívané k terapii diabetu 2. typu), některých diuretik (močopudné léky) a léků na léčbu epilepsie.

## Předávkování
Při překročení maximální denní dávky dochází k hučení v uších (tinnitus), bolestem hlavy (cefalgie), závratím, zmateností. Závažnější stavy otravy se projevují zrychleným dýcháním, nevolností, zvracením, tvorba modřin, poruchy acidobazické rovnováhy, křečemi až kómatem. Stav se řeší výplachem žaludku živočišným uhlím, které eliminuje zatím nevstřebanou látku, a zvládnutím rozvratu vnitřního prostředí.